# Linars
Linars is een gemeente in het Franse departement Charente (regio Nouvelle-Aquitaine). De plaats maakt deel uit van het arrondissement Angoulême. Linars telde op 1 januari 2022 2.105 inwoners.

## Geografie
De oppervlakte van Linars bedroeg op 1 januari 2022 5,97 vierkante kilometer; de bevolkingsdichtheid was toen 352,6 inwoners per km².
De onderstaande kaart toont de ligging van Linars met de belangrijkste infrastructuur en aangrenzende gemeenten.

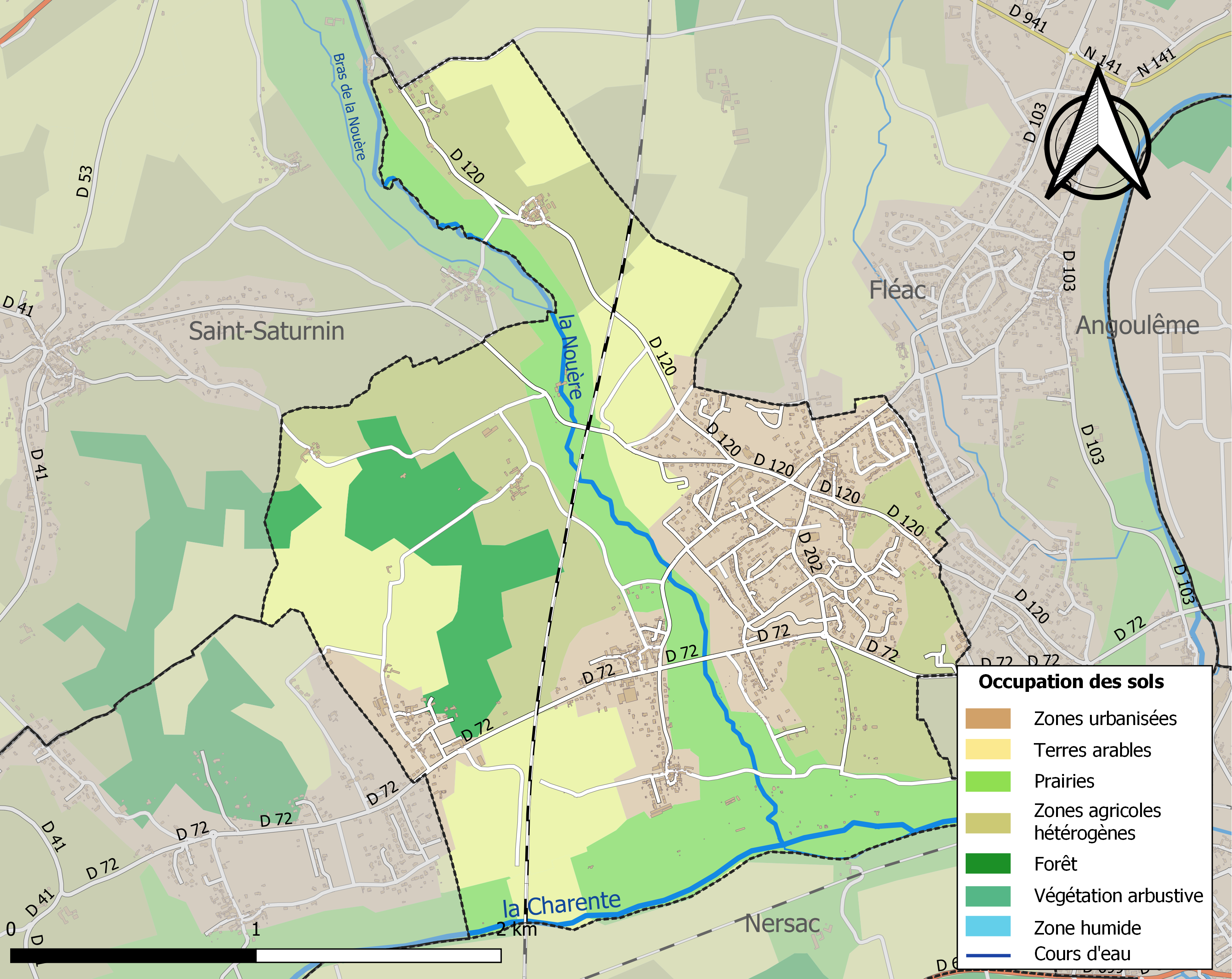

## Hydrografie
De gemeente ligt op de linkeroever van de Charente. De Nouère stroomt van noord naar zuid door de gemeente en stroomt er in de Charente.

## Demografie
Onderstaande figuur toont het verloop van het inwonertal (bron: INSEE-tellingen).